# واترپلو در المپیک تابستانی ۱۹۸۰
واترپلو در بازی‌های المپیک تابستانی ۱۹۸۰ نام رویداد ورزش واترپلو در بازی‌های المپیک تابستانی بود که در سال ۱۹۸۰ برگزار شد.